# Cenk İldem
Cenk İldem (Şişli, Istanbul, 5 de gener de 1986) és un lluitador turc guanyador d'una medalla de bronze en els Jocs Olímpics de Rio, el 2016. També va representar Turquia als Jocs Europeus de 2015, a Bakú, on va guanyar una altra medalla de bronze. El seu pare, Hüseyin İldem, és també el seu entrenador.